# Lancia discordella
Lancia discordella là một loài bướm đêm trong họ Crambidae.